# Cathédrale Notre-Dame-de-l'Assomption-et-Saint-Étienne de Spire
Pour les articles homonymes, voir Cathédrale Notre-Dame, Cathédrale Saint-Étienne et Notre-Dame-de-l'Assomption.

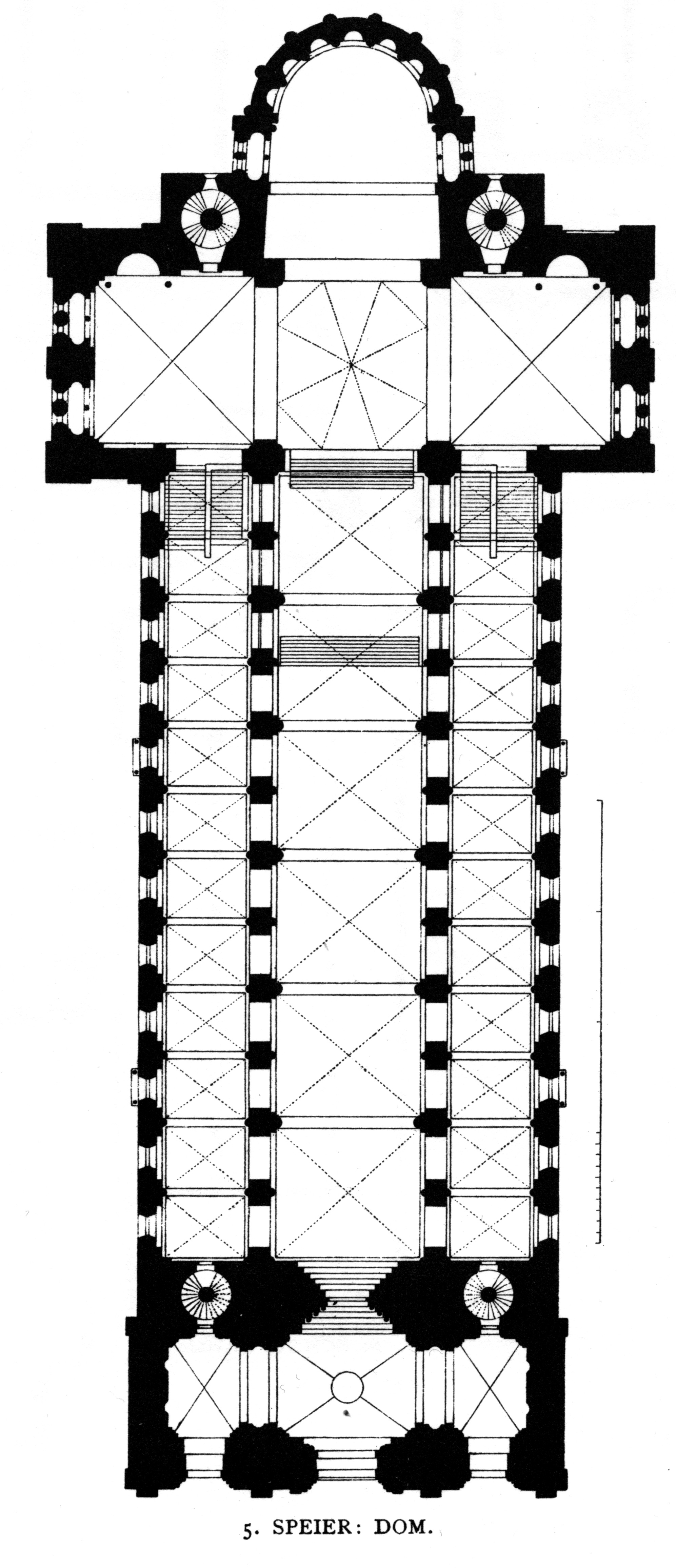
Plan d'ensemble.

La cathédrale Notre-Dame-de-l’Assomption-et-Saint-Étienne, appelée communément cathédrale de Spire (en allemand : Speyerer Dom). Conrad II le Salique, empereur romain germanique, a commencé sa construction en 1030. Classée en 1981 au patrimoine mondial de l'humanité par l'UNESCO, c'est l'édifice religieux le plus imposant de Spire, en Rhénanie-Palatinat. Basilique à quatre tours et deux dômes, c'est l'un des monuments majeurs de l'art du Saint-Empire romain germanique et la plus grande cathédrale de style roman au monde. Pendant près de 300 ans, ce fut le lieu de sépulture de huit empereurs et rois allemands.

## Architecture
La construction débuta vers 1030, sous Conrad II. Cet empereur fut enterré dans la cathédrale en 1039. La crypte fut consacrée en 1041, et la cathédrale en 1061. De 1082 à 1106, au lendemain de l'accalmie de la querelle des Investitures, elle fut transformée par Henri IV. Exemple de construction romane rhénane, elle résulte de la fusion de l'architecture carolingienne, de l'architecture ottonienne (deux importants massifs qui s'opposent : le chœur et le corps occidental) et de l'art roman lombard (lésènes, arcades, arcatures, galeries, loggias).
À l'époque du roman tardif allemand (fin du XIIe, début du XIIIe siècle), les tours furent coiffées de coupoles.
La crypte est l'une des plus vastes de l'ère romane. Elle abrite, entre autres, le tombeau de Rodolphe de Habsbourg.
Au cours de son histoire, la cathédrale fut plusieurs fois totalement ou partiellement détruite. Elle connut une suite de reconstructions et de restaurations.

## Dimensions
- Longueur : 134 m
- Hauteur de nef : 33 m
- Largeur : 37,62 m
- Hauteur de la tour est : 71,20 m

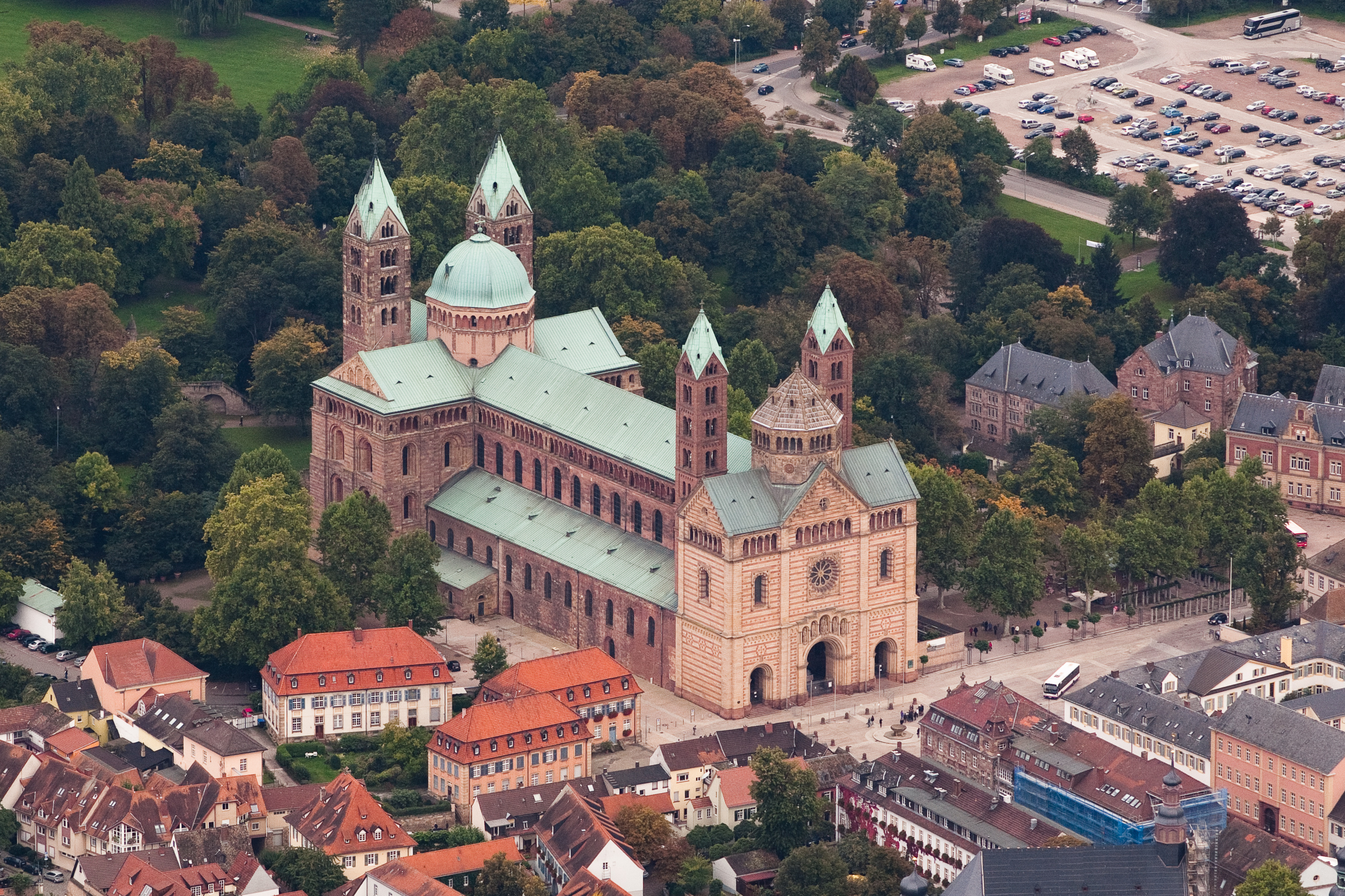
Vue aérienne.
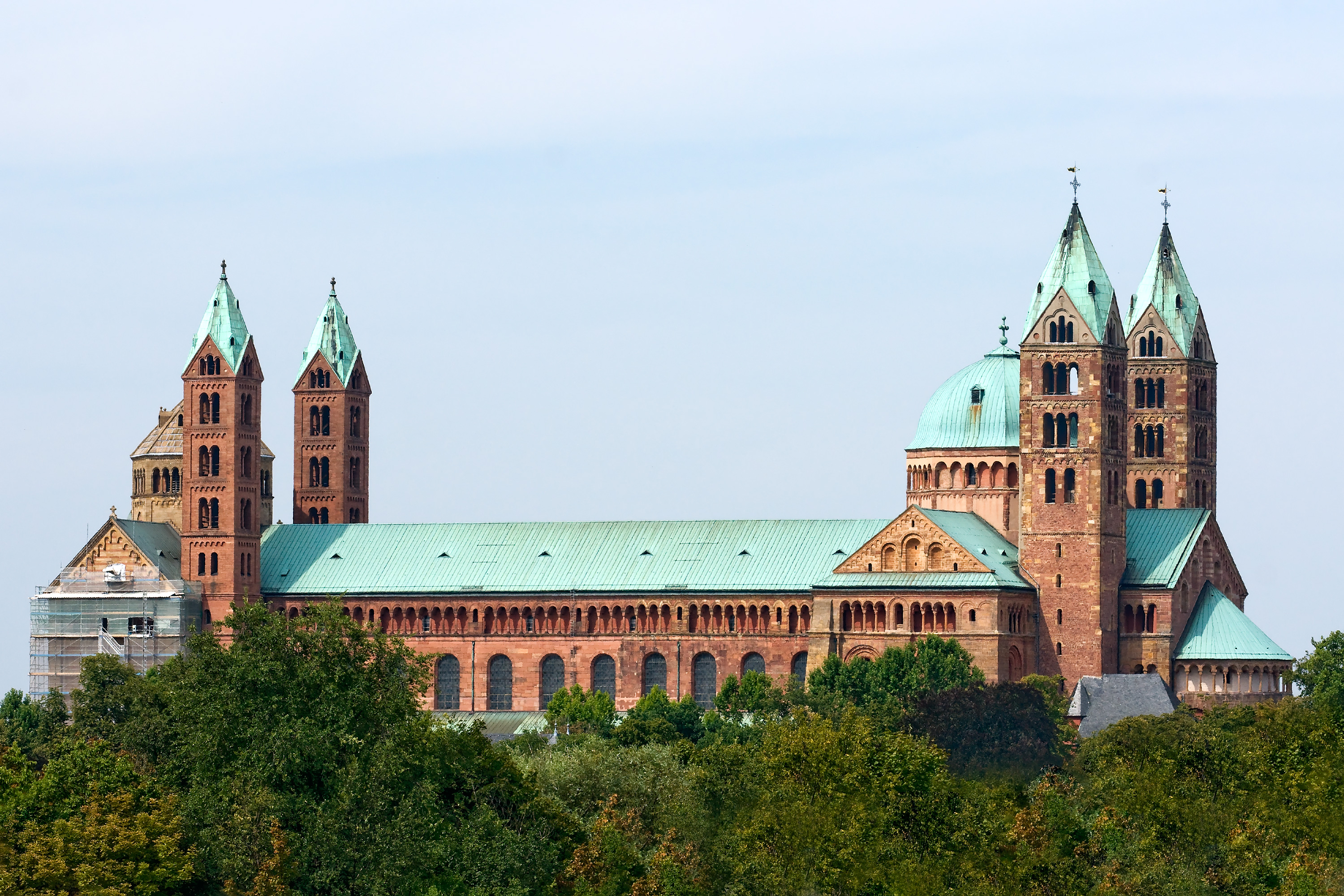
Vue depuis le sud.
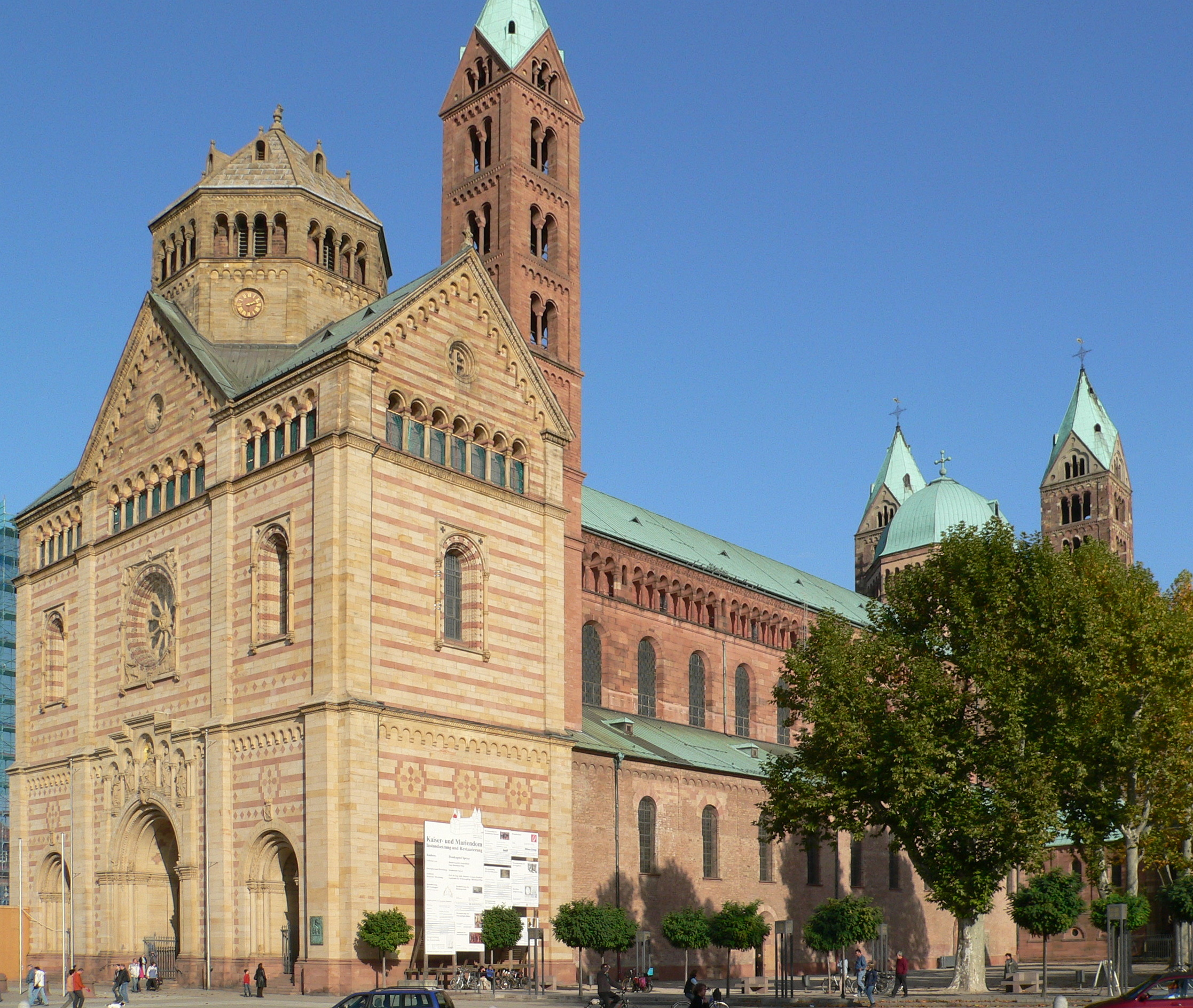
Vue depuis le sud-ouest.
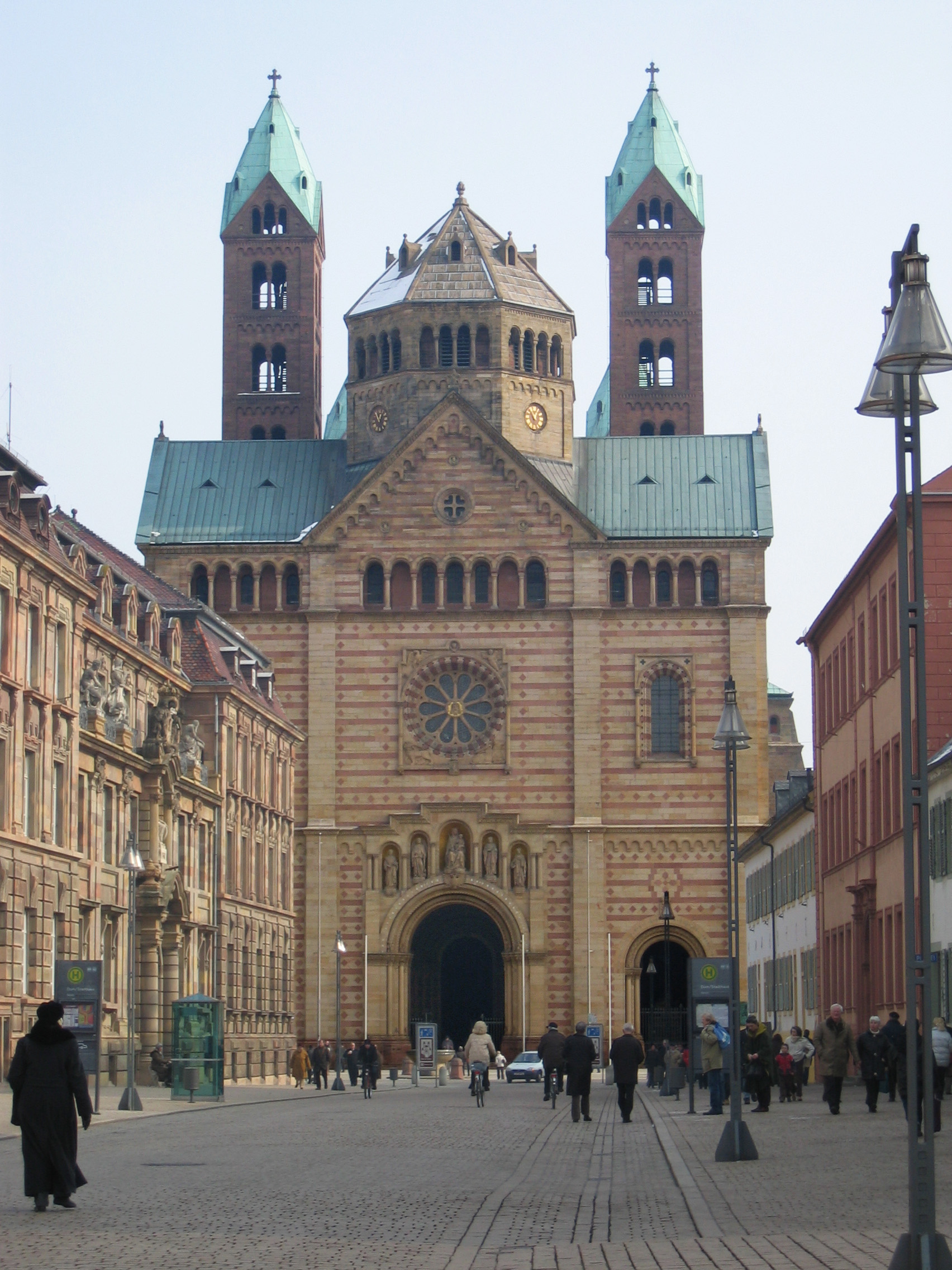
Hauteur de la tour ouest : 65,60 m
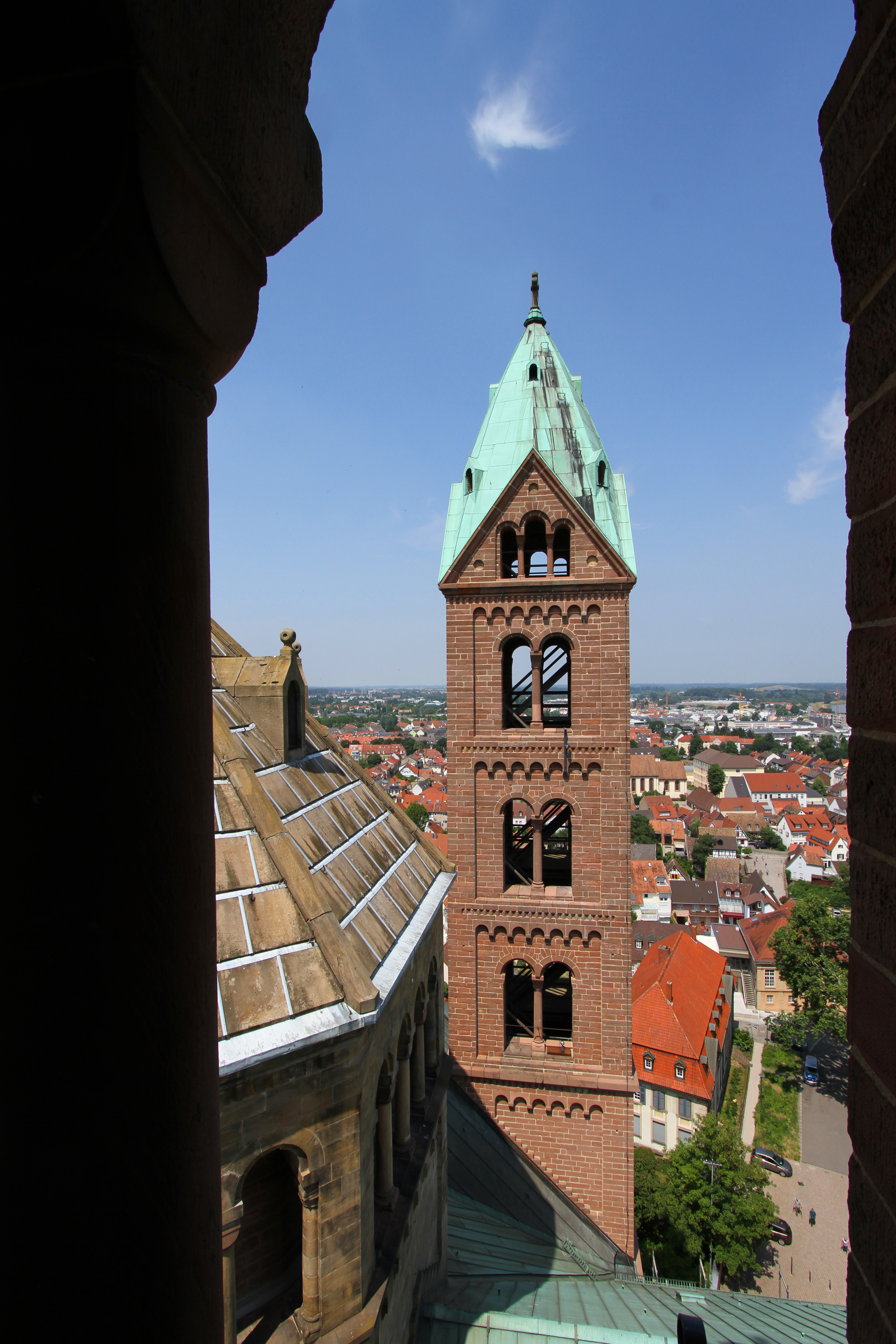
Tour nord-ouest.
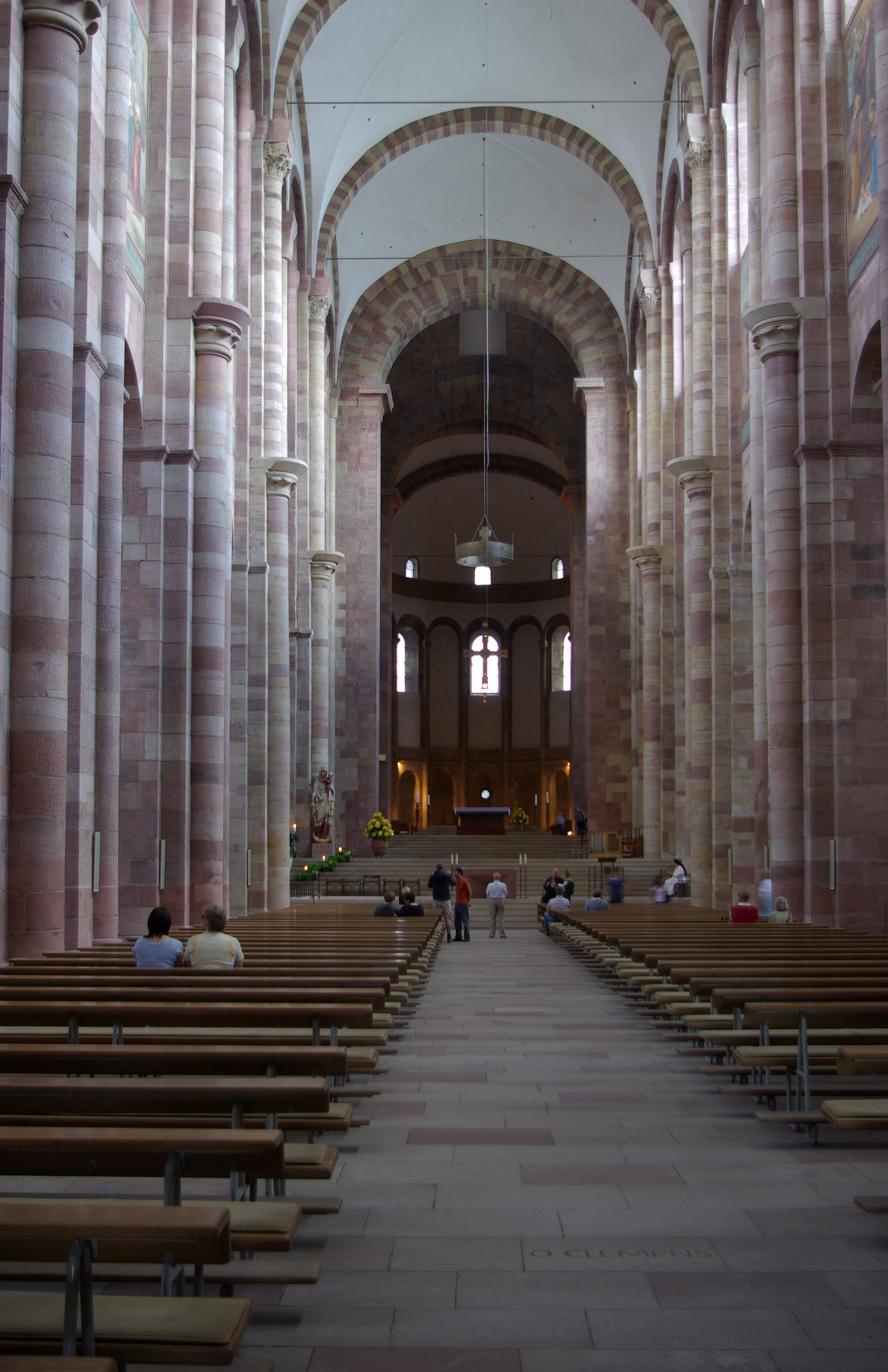
Nef.
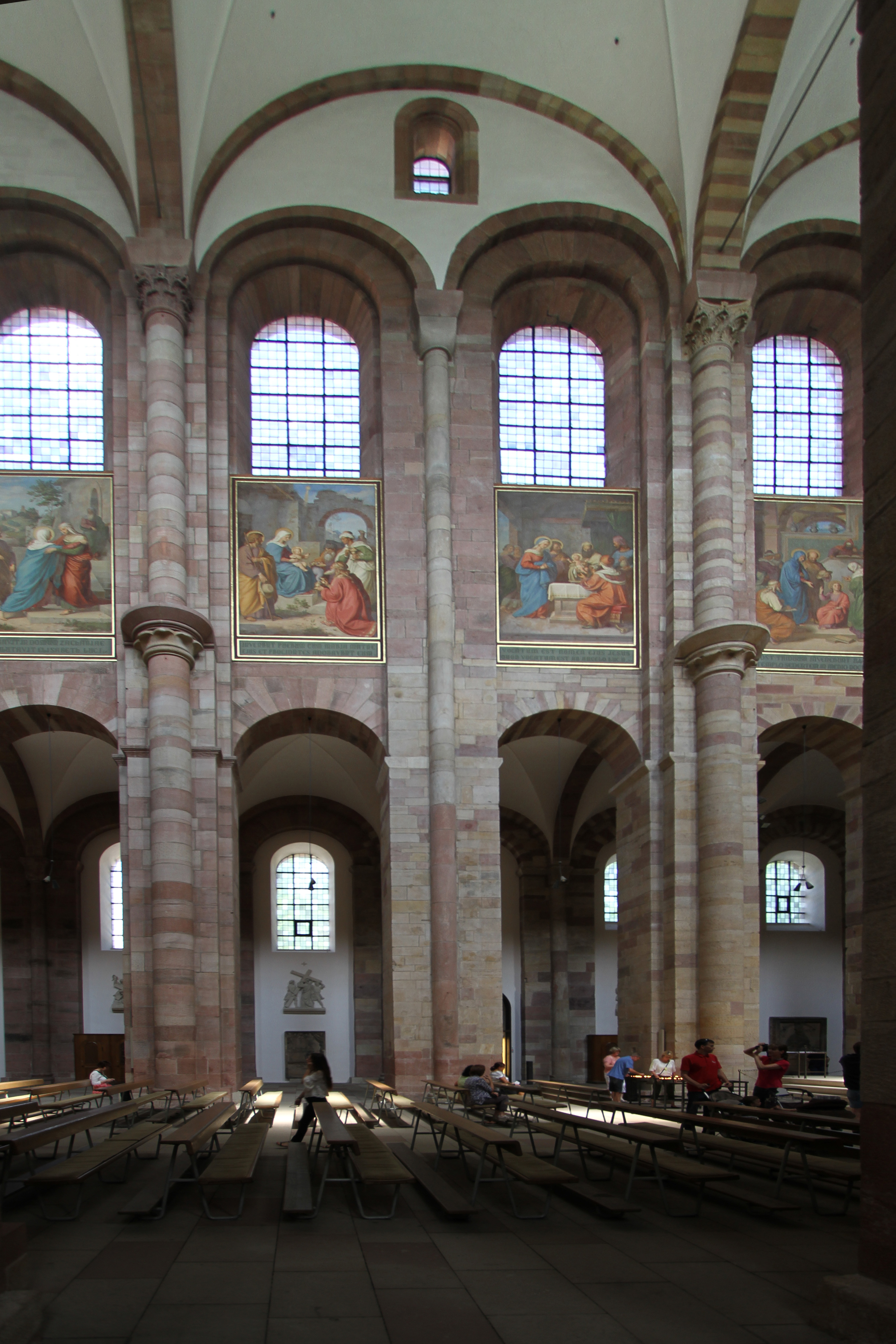
Côté de la nef.
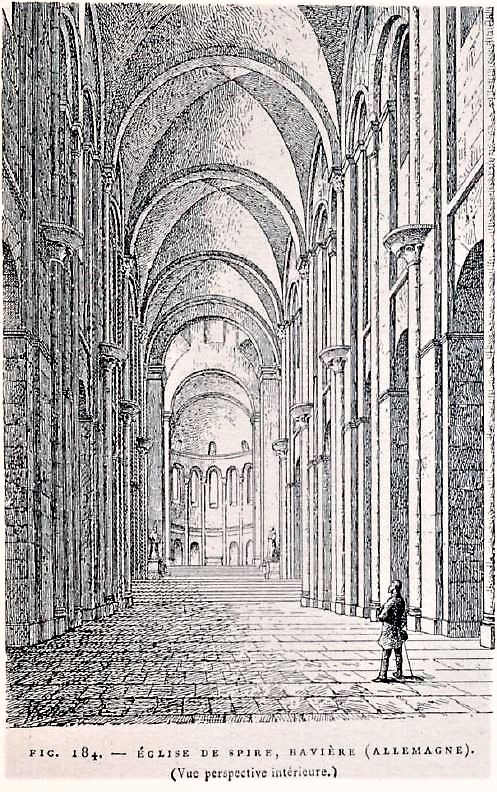
Vue intérieure par Corroyer, Édouard (1835-1904) dans L'architecture romane, 1888.
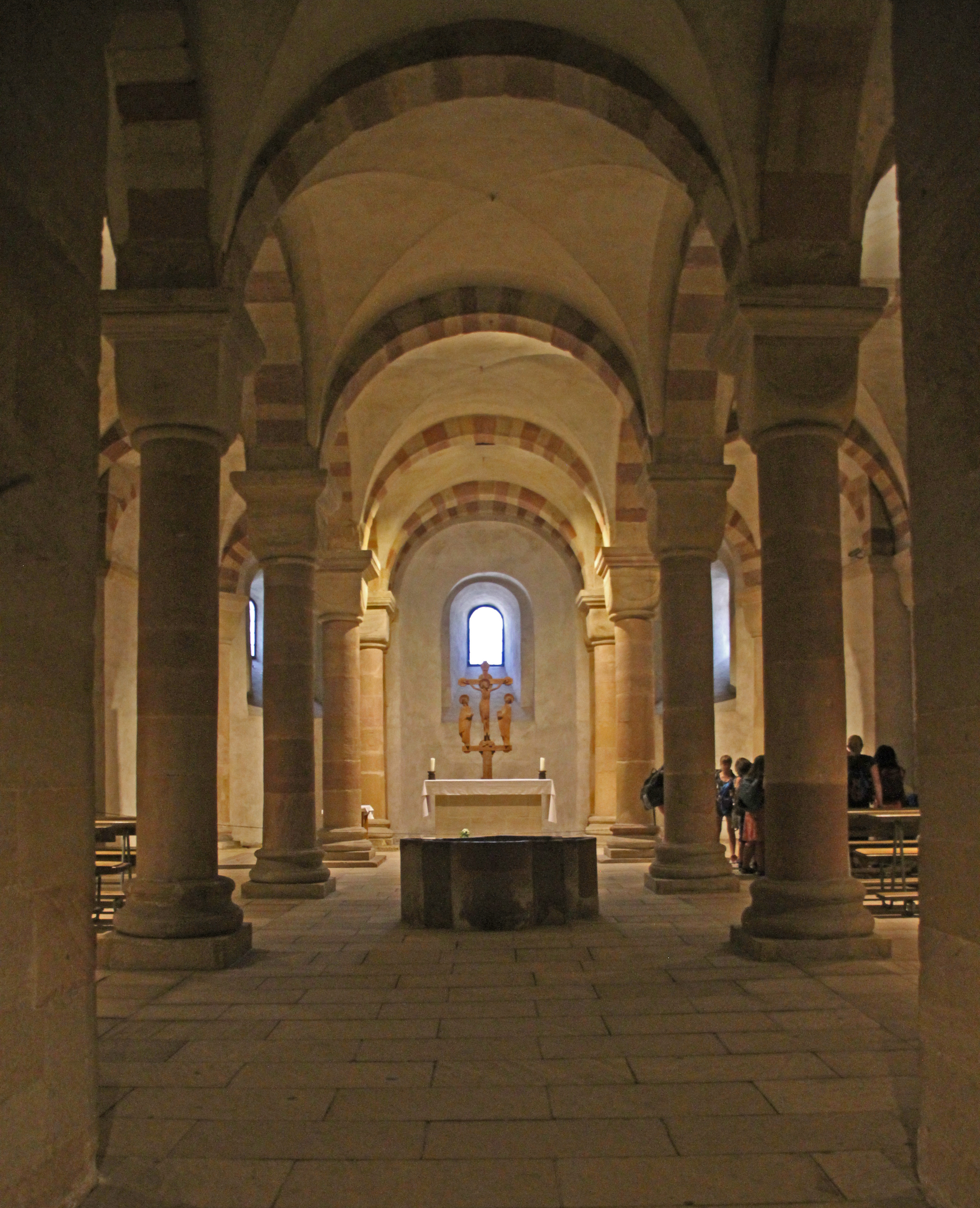
Crypte.
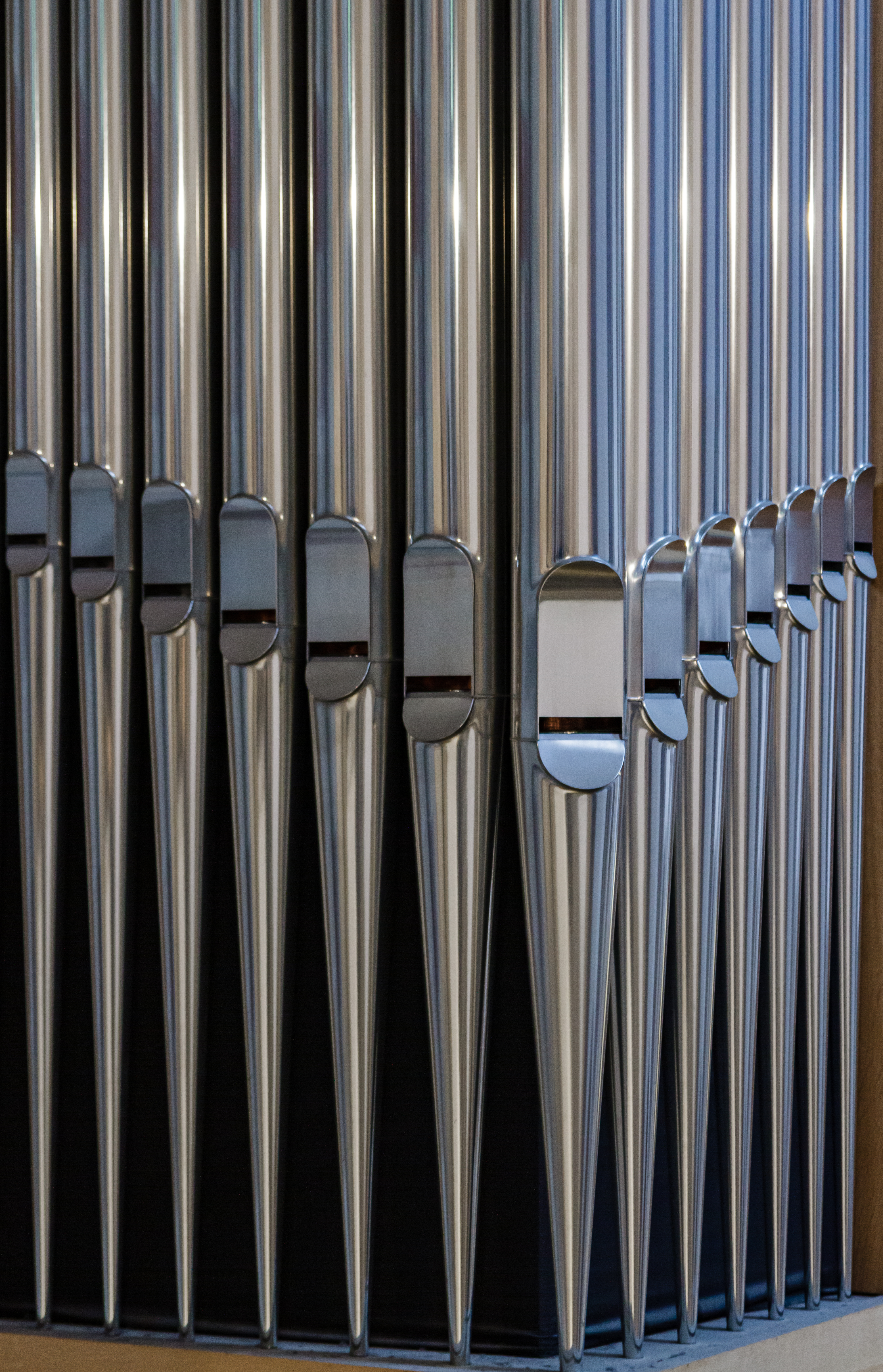
Tuyaux de l'orgue de la cathédrale Notre-Dame-de-l'Assomption-et-Saint-Étienne de Spire. Décembre 2014.
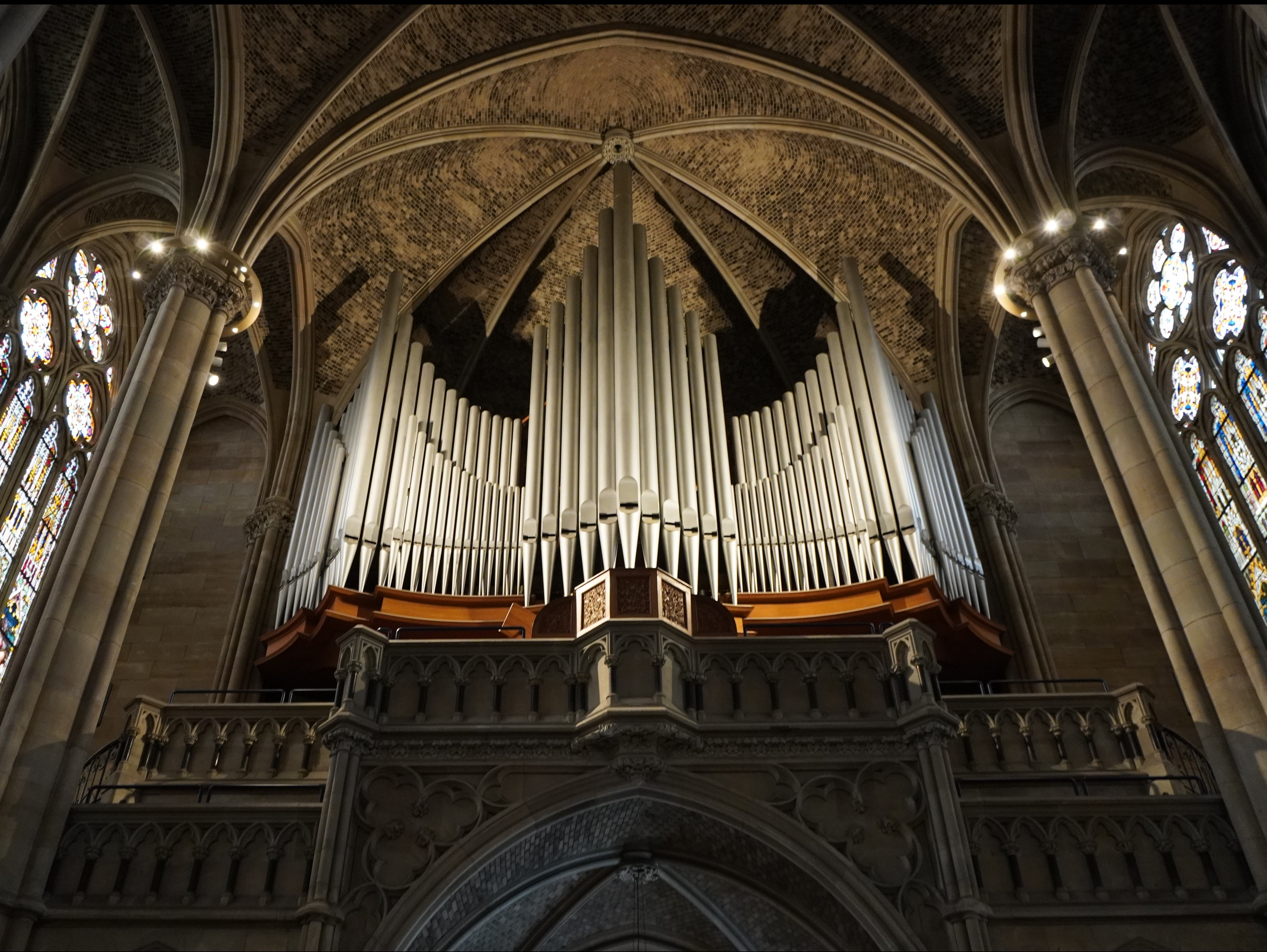
Orgue de la cathédrale Notre-Dame-de-l'Assomption-et-Saint-Étienne de Spire. Février 2022.

## Histoire
C’est à l’abbaye de Spire qu’Agnès d'Aquitaine prit le voile en 1062, après son conflit avec la papauté. Le 27 décembre 1146, Bernard de Clairvaux vint à Spire prêcher la deuxième croisade devant l'empereur Conrad III, qui se croisa aussitôt.
La cathédrale de Spire souffrit de nombreux incendies, notamment en 1137 et 1159. En 1689, les troupes de Louis XIV l'endommagèrent gravement lors du sac du Palatinat et elle brûla le 31 mai 1689. Une reconstruction eut lieu de 1758 à 1777.
La Révolution française ruina de nouveau la cathédrale. L'évêque de Mayence Joseph Ludwig Colmar fit reconstruire l'édifice entre 1818 et 1821. Ultérieurement, l'intérieur fut peint sur ordre de Louis Ier de Bavière (1846-1854). Dans la seconde moitié du XVIIIe siècle, on reconstruisit la partie occidentale de la cathédrale. Grâce à Franz Ignaz Michael Neumann, fils du célèbre architecte baroque Balthasar Neumann (1772-1778), le trou béant de la partie occidentale de la nef fut comblé et les lieux rétablis dans leur forme originelle. Une restauration complète fut entreprise de 1957 à 1961 ; une grande partie des peintures intérieures fut alors éliminée. La cathédrale Notre-Dame de Spire présente une alternance de pierres de différentes couleurs, comme la contemporaine église abbatiale de Payerne .